# 築地 (ふじみ野市)
築地（つきじ）は、埼玉県ふじみ野市の町名。現行行政地名は築地一丁目から三丁目。郵便番号は356-0026。

## 地理
ふじみ野市の東部に位置する。主に住宅地として利用されている。

## 歴史

### 沿革
- 1973年（昭和48年）2月7日 - 土地改良事業により[5]、大字中福岡の一部から築地一丁目から三丁目が成立[4]。町名は小字に因む[5]。
- 2005年（平成17年）10月1日　- 入間郡大井町と合併してふじみ野市になり、ふじみ野市の町丁となる。

## 世帯数と人口
2017年（平成29年）10月1日現在の世帯数と人口は以下の通りである。
| 丁目       | 世帯数  | 人口    |
| ---------- | ------- | ------- |
| 築地一丁目 | 107世帯 | 255人   |
| 築地二丁目 | 160世帯 | 393人   |
| 築地三丁目 | 222世帯 | 606人   |
| 計         | 489世帯 | 1,254人 |

## 小・中学校の学区
市立小・中学校に通う場合、学区（校区）は以下の通りとなる。
| 丁目       | 番地 | 小学校                 | 中学校                   |
| ---------- | ---- | ---------------------- | ------------------------ |
| 築地一丁目 | 全域 | ふじみ野市立福岡小学校 | ふじみ野市立花の木中学校 |
| 築地二丁目 | 全域 | ふじみ野市立福岡小学校 | ふじみ野市立花の木中学校 |
| 築地三丁目 | 全域 | ふじみ野市立福岡小学校 | ふじみ野市立花の木中学校 |

## 施設
- 厳島神社
- 福岡新田集会所